# Adenia olaboensis
Adenia olaboensis là một loài thực vật có hoa trong họ Lạc tiên. Loài này được Claverie mô tả khoa học đầu tiên năm 1909.